# Melanjski Vrh
Melanjski Vrh is een plaats in Slovenië en maakt deel uit van de gemeente Radenci in de NUTS-3-regio Pomurska. De plaats telde 26 inwoners op 1 januari 2020.